# 相位偏移調變
相位偏移調變，又稱相位鍵移（PSK，Phase-Shift Keying）是一種利用相位差異的訊號來傳送資料的調變方式。該傳送訊號必須為正交訊號，其基底更須為單位化訊號。
一個訊號所代表的數學公式
{\displaystyle s_{i}(t)=Acos(2\pi f_{o}t+\theta )}
一般調變訊號的改變部份可分為振幅A（ASK用）、相位{\displaystyle \theta }（PSK用）及頻率{\displaystyle f_{o}}（FSK用）三種。其中PSK即利用相位差異來產生的調變方式。
MPSK通用的傳輸符號之公式。
{\displaystyle s_{i}(t)=Acos(2\pi f_{o}t+{2\pi i \over M}){\mbox{  ,where }}i=0,1,\ldots ,M-1}
PSK又可稱M-PSK或MPSK，目前有BPSK、QPSK、16PSK、64PSK等等，常用的只有QPSK。而M是代表傳送訊號的符號（symbol）種類。符號越多，傳送的位元數越多，自然在固定時間可傳送越多的資料量（bps）。
傳輸量公式。
{\displaystyle bps(bits/sec)={\log _{2}M \over Ts}}

BPSK、QPSK、8PSK及16PSK的BER對SNR圖

假設各MPSK皆在同一能量下傳送，PSK會因為符號種類（M）的提昇使位元錯誤率（Bits Error Rate，BER）快速上升。所以在符號數M大於16後都由QAM來執行調變工作。QPSK如果用格雷碼對映的方式，其BER會和BPSK一樣。所以目前常用的只有QPSK。

## 二位元相位偏移調變(BPSK)

BPSK的坐標圖

BPSK（Binary Phase-shift keying）是PSK系列中最簡單的一種。它是使用兩個相位差180°且正交的訊號表示0及1的資料。它在坐標圖放置的點並無特別設計，兩點皆放在實數軸，分別在0°的點及180°的點。這種系統是在PSK系列中抗雜訊能力（SNR）是最佳的，在傳送過程中即使嚴重失真，在解調時仍可盡量避免錯誤的判斷。然而，由於只能調變1 bit至symbol上，所以不適合用在高带宽資料傳送需求的系統上。
标准BPSK遵循如下公式：
{\displaystyle s_{n}(t)={\sqrt {\frac {2E_{b}}{T_{b}}}}\cos(2\pi f_{c}t+\pi (1-n)),n=0,1.}
公式包含0和π两个相位。在具体形式中，二进制数据以如下形式传送：
{\displaystyle s_{0}(t)={\sqrt {\frac {2E_{b}}{T_{b}}}}\cos(2\pi f_{c}t+\pi )=-{\sqrt {\frac {2E_{b}}{T_{b}}}}\cos(2\pi f_{c}t)} 代表零；
{\displaystyle s_{1}(t)={\sqrt {\frac {2E_{b}}{T_{b}}}}\cos(2\pi f_{c}t)} 代表一。
其中fc代表载波频率。
因此，信号空间可以由单个基函数表示：
{\displaystyle \phi (t)={\sqrt {\frac {2}{T_{b}}}}\cos(2\pi f_{c}t)}
其中 {\displaystyle {\sqrt {E_{b}}}\phi (t)} 代表一，{\displaystyle -{\sqrt {E_{b}}}\phi (t)} 代表零。

BPSK 的位元錯誤率(BER) 在加性高斯白雜訊下表示之公式:
{\displaystyle P_{b}=Q\left({\sqrt {\frac {2E_{b}}{N_{0}}}}\right)}
BPSK 的BER和和它的符號錯誤率（SER）是相同的。

## 四位元相位偏移調變(QPSK)

QPSK的坐標圖，其位元對映符號方式用格雷碼對映。

QPSK，有時也稱作四相位PSK、4-PSK、4-QAM，在坐標圖上看是圓上四個對稱的點。通過四個相位，QPSK可以編碼2位元符號。圖中采用格雷碼來達到最小位元錯誤率（BER） — 是BPSK的兩倍. 這意味著可以在BPSK系統帶寬不變的情況下增大一倍數據傳送速率或者在BPSK數據傳送速率不變的情況下將所需帶寬減半。
数学分析表明，QPSK既可以在保证相同信号带宽的前提下倍增BPSK系统的数据速率，也可以在保证数据速率的前提下减半BPSK系统的带宽需求。在后一种情况下，QPSK的BER与BPSK系统的BER完全相同。
由于无线电通讯的带宽都是由FCC一类部门所事先分配规定的，QPSK较之于BPSK的优势便开始显现出来：QPSK系统在给定的带宽内可以在BER相同的情况下可以提供BPSK系统两倍的带宽。采取QPSK系统在实际工程上的代价是其接收设备要远比BPSK系统的接收设备复杂。然而，随着现代电子技术的迅猛发展，这种代价已经变得微不足道。
较之BPSK系统，QPSK系统在接收端存在相位模糊的问题，所以实际应用中经常采取差分编码QPSK的方式。
QPSK遵循如下公式：
{\displaystyle s_{n}(t)={\sqrt {\frac {2E_{s}}{T_{s}}}}\cos \left(2\pi f_{c}t+(2n-1){\frac {\pi }{4}}\right),\quad n=1,2,3,4.}
公式包含π/4、3π/4、5π/4与7π/4四个相位。
在二维信号空间中得出的以单位基函数表示的结果为：
{\displaystyle \phi _{1}(t)={\sqrt {\frac {2}{T_{s}}}}\cos(2\pi f_{c}t)}
{\displaystyle \phi _{2}(t)={\sqrt {\frac {2}{T_{s}}}}\sin(2\pi f_{c}t)}
第一个基函数被用作信号的在相分量，第二个基函数被用作信号的正交分量。
根据上面的理论推导，QPSK的BER等同于BPSK，即：
{\displaystyle P_{b}=Q\left({\sqrt {\frac {2E_{b}}{N_{0}}}}\right).}
然而，为了实现相同的BER，QPSK系统需要使用BPSK两倍的功率（假设两个比特同时传输）。错误率模型由如下公式给出：
| {\displaystyle \,\!P_{s}} | {\displaystyle =1-\left(1-P_{b}\right)^{2}}                                                                          |
|                           | {\displaystyle =2Q\left({\sqrt {\frac {E_{s}}{N_{0}}}}\right)-Q^{2}\left({\sqrt {\frac {E_{s}}{N_{0}}}}\right)^{2}}. |

	 .
如果信噪比较高，则实际错误率模型可估计为：
{\displaystyle P_{s}\approx 2Q\left({\sqrt {\frac {E_{s}}{N_{0}}}}\right)}